# Pico Naiguatá

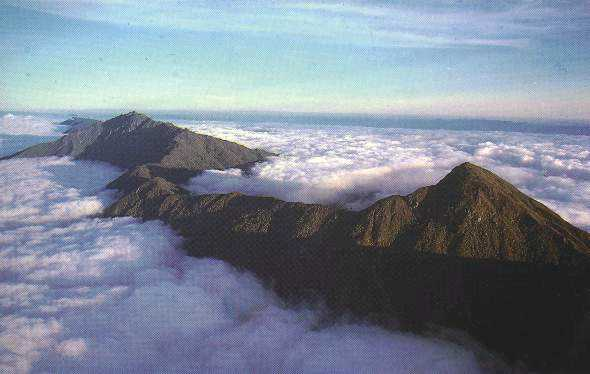
Pico Naiguatá, al fondo. En primer término, la Silla de Caracas (Pico Oriental). Vista hacia el este.

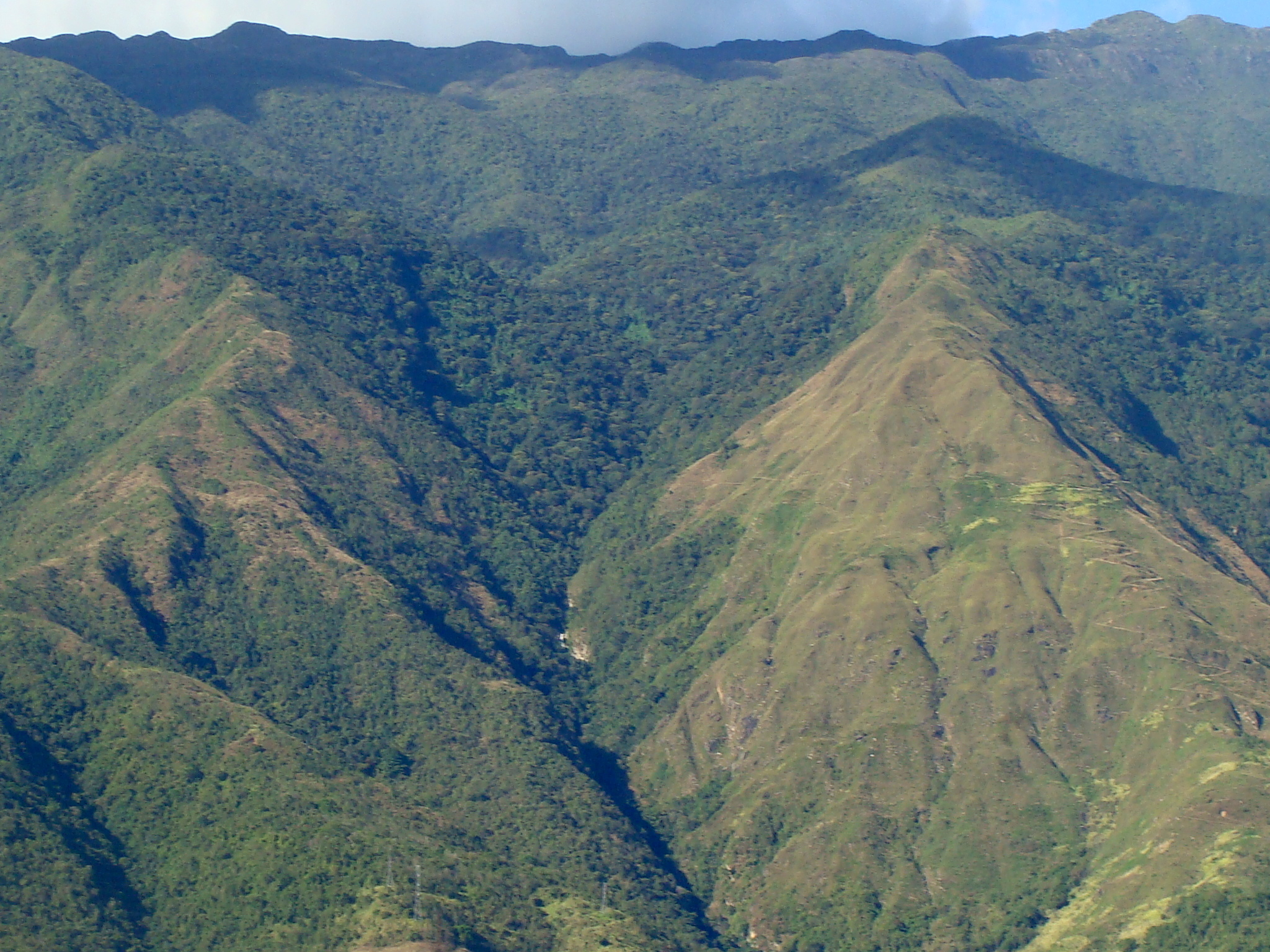
Cara sur del Naiguatá, con el pico de este nombre visible a la derecha de la imagen. A la izquierda del pico puede verse la ruta tradicional de ascenso hacia el Topo Goering.

El pico Naiguatá es el más elevado de la Cordillera de la Costa. Se encuentra ubicado en el borde entre los estados de Miranda y La Guaira, en el sector centro-occidental del Parque nacional El Ávila al norte de la ciudad de Caracas, Venezuela. Su nombre proviene del pueblo de Naiguatá ubicado en la costa del estado La Guaira. Tiene una altitud de 2765 metros sobre el nivel del mar y una prominencia topográfica de 2455  m s. n. m., es el punto más elevado de estos dos estados y uno de los más elevados del Caribe junto al pico Duarte en la República Dominicana y la Sierra Nevada de Santa Marta en Colombia.

## Historia
En 1823 un comerciante de La Guaira hizo un intento de ascensión con un grupo de 25 personas. Después de 8 o 9 días habían llegado solo a la base del pico, donde mataron muchos tigres (en la actualidad extintos), pero se vieron forzados por falta de agua a abandonar el intento. Un miembro del grupo, quien se creyó perdido, logró regresar a La Guaira en unos quince días.(Requiere referencia bibliográfica)
La primera expedición exitosa se realizó en 1872, siendo coronado el 23 de abril por el general Leopoldo Terreno, el joven artista Ramón Bolet, el excelente pintor alemán Anton Goering (miembro de la Sociedad Zoológica de Londres), el ingeniero de minas Gustavo Adolfo Hubel, el joven Dr. Simón Vaamonde, el científico de la Legación brasileña en Caracas Enrique Lisboa, el agricultor y guía de la zona Pio Berroterán y algunos peones, teniendo como líder de la expedición al espeleólogo inglés James Mudie Spence. La ruta que siguieron no fue la misma que hoy se sigue normalmente por La Julia-Dos Banderas-Topo Goering-Pico Naiguatá. Subieron por "Cerro Duarte" y conectaron a "Rancho Grande" por medio de lo que se conoce hoy día como "Ruta 77".
Al pasar por el topo de Tierra Blanca a descansar, Goering avisó que era peligroso quedarse mucho tiempo, debido a que la selva que les rodeaba albergaba fieras que podrían molestarlos. Spence agradeció el comentario de Goering y bautizó el topo con su nombre. Más arriba, cerca del Topo Goering, en el bosque de bambucillo, pasaron la noche y cenaron "unos deliciosos pasteles que se conocen con el nombre de Hallacas". El día siguiente después de perderse en la fila llegaron al pico cerca de las 11:00 de la mañana. Encontraron algunos petroglifos en el regreso y pasaron una segunda noche en Topo Goering. Al día siguiente bajaron y así culminó una expedición de 4 días que recibió los más grandes elogios en Venezuela y el extranjero.
La primera ascensión desde el pueblo de Naiguatá al pico fue realizada por los miembros del Centro Excursionista Caracas: H. Soriano, Jean Notz, Armando Stolk y Pablo Aguirre, del 16 al 18 de febrero de 1935.

## Formaciones rocosas de la cima
El macizo del Naiguatá, a partir de los 2.000 m s. n. m., aproximadamente, está formado por rocas graníticas, muchas de ellas redondeadas y que constituyen curiosos ejemplos de la erosión esferoidal o exfoliación de este tipo de rocas. Destacan las rocas denominadas los Platos del Diablo, constituidas por tres discos de gran tamaño inclinados hacia el norte y suspendidos entre sí por un reducido punto de contacto en el centro ( y ).
A menores altitudes, las rocas predominantes son metamórficas, muy meteorizadas a medida que se desciende, tanto en el Litoral central como hacia los valles de Caracas y de Guarenas - Guatire (afluentes del Guaire y del río Grande o de Caucagua).

## Imagen de satélite
- Pico Naiguatá: . En esta imagen pueden verse la ruta de acceso y los grandes deslaves o deslizamientos de tierra, especialmente el de la ladera norte, con más de 500 m de longitud y unos 800 m de desnivel. Este deslave era mucho mayor en el año 2005, pero la vegetación natural ha ido avanzando con las plantas pioneras y ello ha reducido su extensión.